# Décès en 1278
Décès
- 1274
- 1275
- 1276
- 1277
- 1278
- 1279
- 1280
- 1281
- 1282

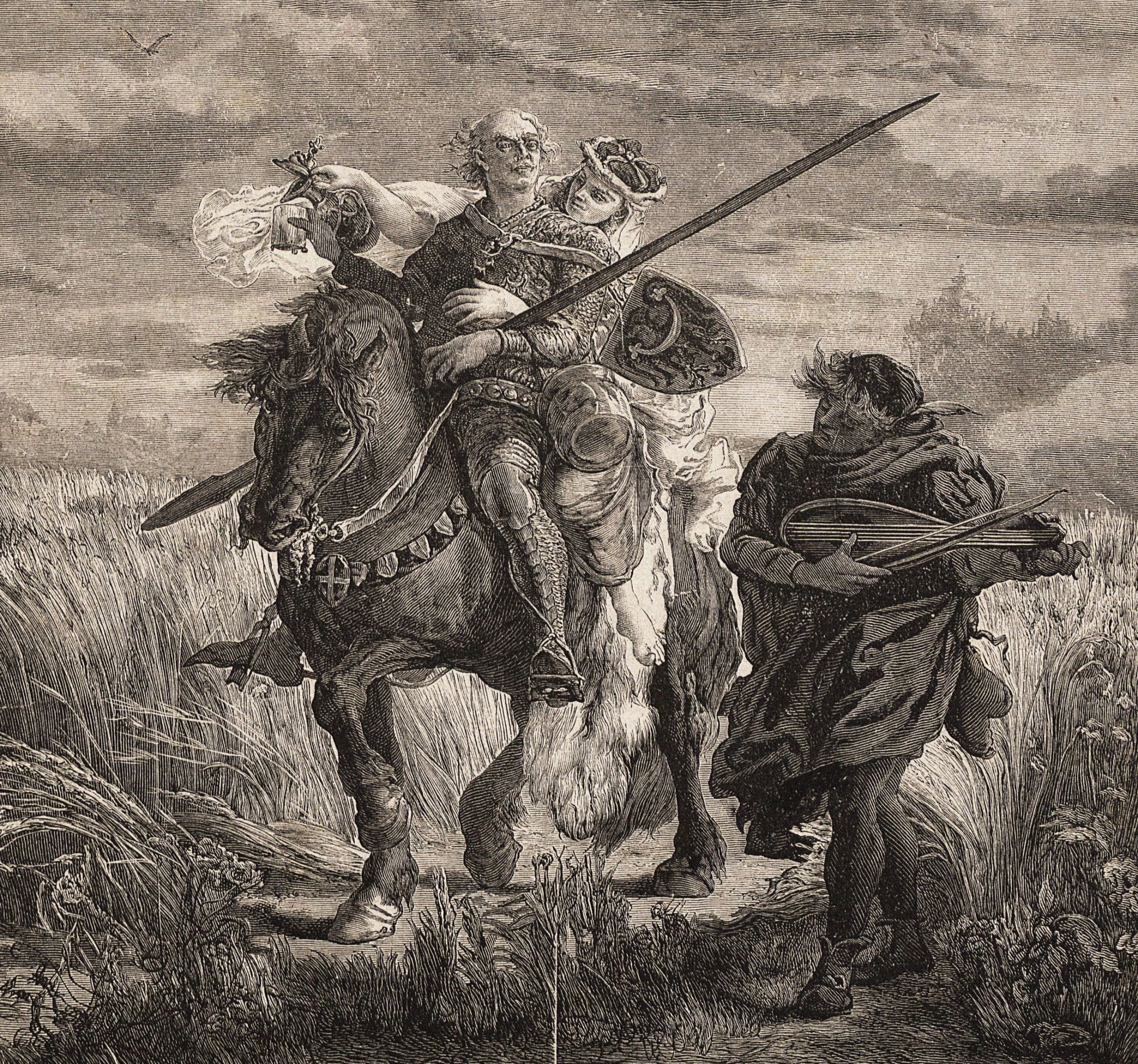
Boleslas II le Chauve, mort en 1278.

Cette page dresse une liste de personnalités mortes au cours de l'année 1278 :
- 16 mars : 
  - Guillaume IV de Juliers, comte de Juliers.
  - Guillaume de Juliers (l'ancien), noble de Flandre.
- 27 avril : Zita de Lucques, sainte catholique patronne des gens de maison, domestiques et servantes.
- 1er mai : Guillaume II de Villehardouin, prince d'Achaïe.
- 8 mai : Song Duanzong, avant-dernier empereur de la dynastie Song du Sud.
- 15 juin : Thomas d'Aunou, évêque de Séez puis archevêque de Rouen.
- 30 juin: Pierre de La Brosse, ou Pierre de la Broce, grand chambellan pendant la première partie du règne de Philippe III le Hardi, mort pendu.
- 12 juillet : Erhard de Lessines, cardinal français.
- 1er août : Henri III Borwin de Mecklembourg-Rostock,  membre de la maison de Mecklembourg, seigneur de Rostock.
- 26 août : Ottokar II de Bohême, roi de Bohême.
- 3 septembre : Lý Chiêu Hoàng, neuvième et dernière impératrice de la dynastie Lý.
- 13 ou 14 décembre : Barnim Ier le Bon, duc de Szczecin puis  duc de Poméranie occidentale.
- 26 décembre : Boleslas II le Chauve ou Boleslas II Rogatka, duc de Cracovie, duc du sud-ouest de la Grande-Pologne, duc de Silésie, duc de Legnica et de Głogów et duc de Środa Śląska.

- Anselme, premier évêque de Varmie.
- Arghun agha, mongol d'origine Oïrate, est un administrateur civil de la Perse sous domination mongole.
- Bernard d'Abbeville, évêque d'Amiens.
- Lancelot de Saint-Maard, maréchal de France.
- Henri Ier de Vaudémont, comte de Vaudémont et comte d'Ariano.
- Sōshō, moine bouddhique japonais de l’école Kegon.
- Ulrich von Liechtenstein, seigneur, chevalier, homme politique et troubadour.

date incertaine (vers 1278)
- Peire Cardenal, troubadour.

## Crédit d'auteurs
- Cet article est partiellement ou en totalité issu de l'article intitulé « 1278 » (voir la liste des auteurs).